# Marian Czerniewski
Marian Paweł Czerniewski ps. Paweł Szreniawa (ur. 25 kwietnia 1885 w Ossównie, zm. ?) – pułkownik dyplomowany piechoty Wojska Polskiego, działacz niepodległościowy, kawaler Orderu Virtuti Militari.

## Życiorys
Urodził się 25 kwietnia 1885 w Ossównie, w powiecie węgrowskim guberni siedleckiej, w rodzinie Teodora Hilarego, powstańca z 1863, i Marii z Granickich. Po zdaniu w 1903 matury w Mitawie studiował na Politechnice Ryskiej (1903–1905). Tam należał do „Koła Wilderów Polaków”. W 1905 został aresztowany. W 1908 podjął studia prawnicze na uniwersytecie w Petersburgu, które ukończył w 1913. W latach 1908–1913 był członkiem zarządu Związku Młodzieży Postępowo-Niepodległościowej. W 1914 został powołany do wojska rosyjskiego jako oficer rezerwy (służba frontowa).
Po zakończeniu I wojny światowej i odzyskaniu przez Polskę niepodległości został przyjęty do Wojska Polskiego. 15 lipca 1920 został zatwierdzony z dniem 1 kwietnia 1920 w stopniu majora, w piechocie, w grupie oficerów byłych Korpusów Wschodnich i byłej armii rosyjskiej. Pełnił wówczas służbę Dowództwie Okręgu Generalnego „Poznań”. 1 czerwca 1921 w dalszym ciągu pełnił służbę w Dowództwie Okręgu Generalnego „Poznań”, a jego oddziałem macierzystym był 29 pułk Strzelców Kaniowskich. 3 maja 1922 został zweryfikowany w stopniu podpułkownika ze starszeństwem z dniem 1 czerwca 1919 i 106. lokatą w korpusie oficerów piechoty. W 1923 był szefem sztabu 14 Dywizji Piechoty w Poznaniu, pozostając oficerem nadetatowym 57 pułku piechoty w Poznaniu. 2 listopada 1923 został przydzielony do Wyższej Szkoły Wojennej w Warszawie, w charakterze słuchacza III Kursu Doszkolenia. 15 października 1924, po ukończeniu kursu i otrzymaniu dyplomu naukowego oficera Sztabu Generalnego, został przydzielony do Oddziału I Sztabu Generalnego na stanowisko szefa wydziału. 1 grudnia 1924 został awansowany do stopnia pułkownika ze starszeństwem z dniem 15 sierpnia 1924 i 5. lokatą w korpusie oficerów piechoty. 31 marca 1927 został przeniesiony do 73 pułku piechoty w Katowicach na stanowisko dowódcy pułku. 24 lipca 1928 został przeniesiony macierzyście do kadry oficerów piechoty z równoczesnym przeniesieniem służbowym na stanowisko pomocnika dowódcy Okręgu Korpusu Nr VI do spraw uzupełnień. Z dniem 31 sierpnia 1935 został przeniesiony w stan spoczynku.
Mieszkał w Warszawie przy Al. 3 Maja 7 m. 17. W listopadzie 1936 został wybrany pierwszym wiceprezesem Związku Rezerwistów.
We wrześniu 1939, w czasie obrony Warszawy, był zastępcą komendanta Obrony Przeciwlotniczej miasta. Po nastaniu okupacji niemieckiej ziem polskich był oficerem Narodowych Sił Zbrojnych działając pod pseudonimami „Szreniawa” i „Paweł Szreniawa”. W trakcie powstania warszawskiego w 1944 walczył w Śródmieściu Północ w szeregach grupy „Topór” NSZ
Był dwukrotnie żonaty: z Olgą ze Stefmannów (1897–1921) i od 27 grudnia 1922 z Ireną z Mieleszyńskich (ur. 1904).

## Ordery i odznaczenia
- Krzyż Srebrny Orderu Virtuti Militari nr 5304[2]
- Krzyż Niepodległości – 3 maja 1932 „za pracę w dziele odzyskania niepodległości”[24]
- Krzyż Oficerski Orderu Odrodzenia Polski – 11 listopada 1935 „za zasługi w służbie wojskowej”[25]
- Złoty Krzyż Zasługi po raz pierwszy – 24 maja 1929 „za zasługi na polu administracji i wyszkolenia wojska”[26]
- Złoty Krzyż Zasługi po raz drugi – 5 grudnia 1938 „za zasługi na polu pracy samorządowej"[27]
- Medal Pamiątkowy za Wojnę 1918–1921[28]
- Medal Dziesięciolecia Odzyskanej Niepodległości[28]
- Medal Zwycięstwa[28]